# Saint-Généroux
Saint-Généroux är en kommun i departementet Deux-Sèvres i regionen Nouvelle-Aquitaine i västra Frankrike. Kommunen ligger i kantonen Airvault som tillhör arrondissementet Parthenay. År 2022 hade Saint-Généroux 339 invånare.

## Befolkningsutveckling
Antalet invånare i kommunen Saint-Généroux
| Referens: INSEE |